# Staining (Lancashire)
Staining est un village et une paroisse civile du Lancashire, en Angleterre.